# カンポ・カーラブロ
カンポ・カーラブロ（イタリア語: Campo Calabro）は、イタリア共和国カラブリア州レッジョ・カラブリア県にある、人口約4,500人の基礎自治体（コムーネ）。

## 地理

### 位置・広がり

#### 隣接コムーネ
隣接するコムーネは以下の通り。
- フィウマーラ
- レッジョ・ディ・カラブリア
- ヴィッラ・サン・ジョヴァンニ

## 行政

### 分離集落
カンポ・カーラブロには、以下の分離集落（フラツィオーネ）がある。
- Campo Piale, Matiniti, Mortille, Musalà, Santa Lucia